# Richard Gurley Drew
Richard Gurley Drew (ur. 22 czerwca 1899 w Saint Paul, zm. 14 grudnia 1980 w Santa Barbara) – amerykański wynalazca pracujący dla firmy Johnson & Johnson i 3M.

## Życiorys
Po ukończeniu studiów na Uniwersytecie Minnesoty, rozpoczął w 1921 roku pracę w firmie 3M, gdzie zajmował się produkcją papieru ściernego. Podczas testowania nowej partii papieru ściernego w lokalnym warsztacie samochodowym zauważył, że lakiernicy mają trudności z zakrywaniem niektórych części samochodu podczas malowania. Taśma zakrywająca te miejsca miała bowiem tendencję do odrywania się wraz z naniesioną na auto farbą. Richard postanowił opracować taśmę, która zapobiegałaby temu procesowi, dzięki czemu po dwóch latach pracy w laboratorium firmy 3M, stworzył pierwszą taśmę ochraniającą w 1925 roku. Pięć lat później opracował i opatentował pierwszą taśmę klejącą wykonaną z celofanu, która przyniosła globalny sukces firmie, gdyż doskonale nadawała się do naprawiania zepsutych i podartych przedmiotów, których nie trzeba było dzięki temu wyrzucać. W 1943 roku 3M pozwoliło mu założyć i kierować laboratorium nazwanym Pro-Fab Lab.. Pracowała w nim niewielka grupa najkreatywniejszych z pracowników, którzy przyczynili się do wynalezienia folii odblaskowej, czy nowego rodzaju respiratorów. Po czterdziestu latach pracy Richard przeszedł na emeryturę mając w swoim portfolio 30 patentów. Mimo odejścia z pracy nadal formalnie pracował jako konsultant 3M. Wynalazca zmarł 14 grudnia 1980 roku w swoim apartamencie w Santa Barbara.